# جوريس شوتارد
جوريس شوتارد (مواليد 24 سبتمبر 2001) هو لاعب كرة قدم فرنسي يلعب في مركز خط الوسط في نادي مونبلييه.

## روابط خارجية
- جوريس شوتارد على موقع رابطة كرة القدم الفرنسية للمحترفين (الإنجليزية)
- جوريس شوتارد على موقع قاعدة بيانات كرة القدم.إي يو (الإنجليزية)
- جوريس شوتارد على موقع ليكيب (الفرنسية)
- جوريس شوتارد على موقع Soccerway.com (الإنجليزية)
- جوريس شوتارد على موقع عالم كرة القدم.نت (الإنجليزية)
- جوريس شوتارد على موقع اللجنة الأولمبية الدولية (الإنجليزية)